# 孙泰 (三国)
孙泰（3世紀—234年）是三国时期东吴宗室，是孙权之四弟孙匡之子，孙秀之父，曾任长水校尉。生母曹氏是曹操侄女。他于234年围攻合肥新城，和曹魏作战时被滿寵的守軍射殺。

## 家庭
- 父：孙匡
- 子：孙秀
- 孙：孙俭
- 玄孫：孫晷